# Байи, Логан
Лога́н Байи́ (фр. Logan Bailly; 27 декабря 1985, Льеж, Бельгия) — бельгийский футболист, вратарь. Выступал за сборную Бельгии.

## Карьера

### Клубная
Тренироваться начинал в льежских школах. Сначала это был клуб «Шератте», затем вторая по силе команда с одноимённым названием «Льеж», а затем и одна из самых сильных команд Бельгии — «Стандард». После окончания академии «Стандарда» в сам клуб пробиться не сумел, поэтому отправился играть в «Генк», который был заинтересован в молодых перспективных футболистах. Сразу стать основным голкипером не сумел, и в сезоне 2003/04 вместе с десятью другими игроками «Генка» находился в аренде в клубе «Беринген», за который провёл 16 матчей. Байи не захотел оставаться в том клубе и вернулся в «Генк». 25 декабря 2005 года он смог дебютировать в Бельгийском первенстве в матче против своей бывшей команды — «Стандарда». Основной вратарь «Генка» Ян Мунс на 41-й минуте матча получил красную карточку. Главный тренер команды Хуго Брос выпустил Логана на замену вместо полевого игрока Томаса Шатея. В сезоне 2006/07 Байи смог стать основным голкипером команды и показал неплохой результат, отстояв на ноль 14 матчей чемпионата.
22 декабря 2008 года Логан подписал контракт с мёнхенгладбахской «Боруссией», который действовал до 30 июня 2013 года. Он приобретался как основной голкипер и сразу же смог завоевать себе место в стартовом составе. Более того, сыграв после зимнего перерыва 17 матчей, он смог стать лучшим игроком «Боруссии» в сезоне. Дебют Логана в Бундеслиге выпал на 31 января 2009 года на выездной матч 18-го тура против «Штутгарта», который закончился поражением «мёнхенгладбахцев» со счётом 0:2.
В сезоне 2009/10 сыграл 29 матчей. После ряда неудачных игр в сезоне 2010/11, где Логан пропускал в каждом матче, ему предоставили отдых и отстранили на время от игр. В 2011 выступал на правах аренды в швейцарском «Ксамаксе», а в 2012 — в «Генке». По окончании сезона 2011/12 контракт Логана с «мёнхенгладбахцами» истёк, и руководство клуба продлевать его не стало. На правах свободного агента Байи присоединился к бельгийской команде «Ауд-Хеверле Лёвен».

### В сборной
В марте 2007 года впервые был вызван в сборную, но дебютировать за неё ему не довелось. В 2008 году участвовал в футбольном турнире на летних Олимпийских играх. Дебютировал за главную сборную, когда её тренировал Дик Адвокат, 10 октября 2010 года в домашнем матче против команды Турции, который бельгийцы выиграли со счётом 2:0.